# 芒康山
芒康山，旧称宁静山，藏语称“邦拉岭”，意为“草山”，位于中国西藏芒康县境内，海拔在4000米至5200米之间。该山脉为西北-东南走向。芒康山为金沙江与澜沧江的分水岭。